# Andrea Ofilada Veneracion
Andrea Ofilada Veneracion (Manila, 11 luglio 1928 – Quezon, 9 luglio 2013) è stata una direttrice di coro, pianista e soprano filippina, fondatrice del coro polifonico Philippine Madrigal Singers e artista nazionale nel 1999.

## Biografia
Laureata cum laude in pianoforte e canto alla Università delle Filippine Diliman di Manila, ha cantato nei primi anni di carriera come soprano lirico di oratorio e d'opera e accompagnato al pianoforte la cantante Jovita Fuentes per diversi anni. Oltre all'attività artistica, negli anni della giovinezza la Veneracion fu atleta di successo e membro della prima squadra di nuoto filippina a competere internazionalmente a Hong Kong.
Ritornata nelle Filippine nel 1963 dopo avere perfezionato i propri studi presso l'Università dell'Indiana, negli Stati Uniti, dove ebbe modo di conoscere il gruppo corale locale Indiana University Madrigal Singers che la introdusse alla musica rinascimentale, la Veneracion fondò un proprio coro inizialmente aperto ai soli studenti dell'Università delle Filippine e che chiamò University of the Philippines Madrigal Singers. Il coro, ancora oggi uno dei più noti cori polifonici delle Filippine, aveva la caratteristica di cantare in una formazione a semicerchio con il direttore del coro che occupava l'ultima posizione a sinistra degli altri componenti.
Sotto la sua direzione i Philippine Madrigal Singers vinsero molti premi internazionali a Spittal an der Drau in Austria, ad Arezzo e Gorizia, a Neuchâtel in Svizzera, a Debrecen in Ungheria, a Varna in Bulgaria, Tolosa e Cantonigros in Spagna, Marktoberdorf in Germania. Nel 1996 il coro da lei diretto vinse l'International Choral Competition di Tolosa che proiettò i Philippine Madrigal Singers versa la vittoria dello European Grand Prix for Choral Singing del 1997 a Tours in Francia.
Dopo avere fondato la corale dell'Asian Institute for Liturgy and Music, nel 1997 le fu aggiudicato il prestigioso 
premio TOFIL The Outstanding Filipino Award nella sezione Arte e Cultura per lo sviluppo del canto corale da lei promosso nelle Filippine e nel 1999 la Veneracion fu insignita del massimo riconoscimento artistico governativo delle Filippine venendo nominata artista nazionale per la musica.
Si è ritirata nel 2001 dalla carica di direttrice del coro dei Philippine Madrigal Singers designando come proprio successore il suo assistente, Maestro Mark Anthony Carpio che attualmente dirige il coro: in quella occasione la Veneracion presentò la propria autobiografia "A Life Shaped By Music" (Una vita formata dalla musica) e negli anni successivi dal 2002 al 2004 accompagnò Carpio nei vari tour mondiali e era presente alla vittoria ottenuta dal coro all'International Competition of Habaneras and Polyphony di Torrevieja in Spagna nel 2004.
Andrea Ofilada Veneracion muore all'età di 85 anni a Quezon, Metro Manila nel luglio del 2013.